# Aaron Siskind
Aaron Siskind, född den 4 december 1903 i New York, död den 8 februari 1991 i Providence, Rhode Island, var en amerikansk fotokonstnär.
Siskind var nära vän med flera abstrakt expressionistiska målare, och påverkades i sitt fotograferande av dessa tankar. Vid sidan av Minor White var han en av de mest betydelsefulla fotografiska konstnärerna i USA under två närmast följande decennierna efter andra världskriget.